# Borūghan
Borūghan (persiska: بروغن) är en ort i Iran.   Den ligger i provinsen Khorasan, i den nordöstra delen av landet, 500 km öster om huvudstaden Teheran. Borūghan ligger 836 meter över havet och antalet invånare är 238.
Terrängen runt Borūghan är platt.Runt Borūghan är det ganska glesbefolkat, med 29 invånare per kvadratkilometer. Närmaste större samhälle är Moqīseh, 3,2 km öster om Borūghan. Trakten runt Borūghan är ofruktbar med lite eller ingen växtlighet.